# Vittorio Lucchetti
Vittorio Lucchetti (Liorna, 21 de desembre de 1894 – Gènova, 3 de febrer de 1965) va ser un gimnasta artístic italià que va competir a començaments del segle xx.
El 1920 va prendre part en els Jocs Olímpics d'Anvers, on guanyà la medalla d'or en el concurs complet per equips del programa de gimnàstica. En el concurs complet individual fou divuitè. Quatre anys més tard, als Jocs de París, tornà a guanyar la medalla d'or en el concurs complet per equips. En aquests Jocs disputà vuit proves més del programa de gimnàstica, sent la novena posició en anelles el millor resultat. El 1928, a Amsterdam, disputà els seus tercers i darrers Jocs, amb la participació en set proves del programa de gimnàstica. La quarta posició en barra fixa fou el millor resultat.